# Nong Pladuk Junction
Nong Pladuk Junction jernbanestation er en jernbanestation i Nong Kop Sub-distrikt, Ban Pong District, Ratchaburi. Det er en klasse 3 jernbanestation og ligger 64 km fra Thon Buri togstation. Det er på den sydlige linje og er krydset mellem mindre grenlinjer, Nam Tok Line (Dødens jernbane) og Suphan Buri Line.

## Historie
Nong Pladuk Junction blev åbnet den 19. juni 1903 som en del af den første fase af opførelsen af den sydlige linje mellem Thon Buri og Phetchaburi.

### Burma-jernbanen
Under Anden Verdenskrig blev Nong Pladuk Junction begyndelsen på Burma-jernbanen, der endte i Thanbyuzayat i Burma. Konstruktionen af jernbanen blev koordineret af den kejserlige japanske hær, som fik tilladelse til at bygge den på grund af en våbenhvile underskrevet med Thailand. Lejr Nong Pladuk blev konstrueret nær krydset for at fungere som et transitlejr, der transporterede krigsfanger, især fra det besatte britiske Malaya og Singapore. Den 16. september 1942 begyndte konstruktionen ved begge ender af den planlagte jernbanelinje. Ved krigens afslutning blev jernbanen beslaglagt af briterne, der senere solgte den til Thailands Statsbaner.
I juni 1963 blev en jernbanelinje fra Nong Pladuk åbnet til Suphan Buri af feltmarskal Sarit Thanarat, den daværende premierminister.